# Campionat d'Espanya de motocròs 1978
La temporada de 1978 del Campionat d'Espanya de motocròs fou la 20a edició d'aquest campionat, organitzat per la Reial Federació Motociclista Espanyola. El calendari oficial constava de 16 proves puntuables, celebrades entre el 27 de febrer i el 29 d'octubre. 7 de les proves programades es disputaren als Països Catalans: 3 en la categoria de 250cc i 4 en la de 500cc.

## Classificació final

### 250cc
Font:
| Posició | Pilot             | Motocicleta | Punts |
| ------- | ----------------- | ----------- | ----- |
| 1       | Toni Elías        | Bultaco     | 201   |
| 2       | Ignasi Bultó      | Bultaco     | 139   |
| 3       | Albert Ribó       | Montesa     | 112   |
| 4       | Domingo Illa      | Montesa     | 86    |
| 5       | Fernando Muñoz    | Montesa     | 77    |
| 6       | Ramon Ramon       | Montesa     | 59    |
| 7       | José Luis Mendoza | Montesa     | 54    |
| 8       | Domingo Gris      | Bultaco     | 42    |
| 9       | Rafael Olmedo     | Derbi       | 39    |
| 10      | Joan Cros         | Bultaco     | 39    |

### 500cc
Font:
| Posició | Pilot             | Motocicleta | Punts |
| ------- | ----------------- | ----------- | ----- |
| 1       | Fernando Muñoz    | Montesa     | 203   |
| 2       | Toni Elías        | Bultaco     | 166   |
| 3       | Ignasi Bultó      | Bultaco     | 147   |
| 4       | Domingo Illa      | Montesa     | 123   |
| 5       | Albert Ribó       | Montesa     | 100   |
| 6       | Toni Arcarons     | Montesa     | 78    |
| 7       | Manuel Martínez   | Montesa     | 64    |
| 8       | Joan Cros         | Montesa     | 41    |
| 9       | José Luis Mendoza | Montesa     | 36    |
| 10      | Domingo Gris      | Bultaco     | 35    |

## Categories inferiors

### Trofeu Sènior 250cc
| Posició | Pilot              | Motocicleta | Punts |
| ------- | ------------------ | ----------- | ----- |
| 1       | Juan José Barragán | Montesa     | ?     |
| 2       | ?                  | ?           | ?     |
| 3       | ?                  | ?           | ?     |

### Trofeu Sènior 125cc
| Posició | Pilot              | Motocicleta | Punts |
| ------- | ------------------ | ----------- | ----- |
| 1       | Juan José Barragán | Montesa     | ?     |
| 2       | ?                  | ?           | ?     |
| 3       | ?                  | ?           | ?     |

### Copa Júnior 250cc
Font:
| Posició | Pilot              | Motocicleta | Punts |
| ------- | ------------------ | ----------- | ----- |
| 1       | Jordi Elías        | Bultaco     | 30    |
| 2       | Fernando Fernández | Bultaco     | 22    |
| 3       | Florencio Elices   | Montesa     | 22    |

### Copa Júnior 125cc
Font:
| Posició | Pilot           | Motocicleta | Punts |
| ------- | --------------- | ----------- | ----- |
| 1       | Xavier Atienzar | Montesa     | ?     |
| 2       | ?               | ?           | ?     |
| 3       | ?               | ?           | ?     |

### Copa Júnior 75cc
Font:
| Posició | Pilot           | Motocicleta | Punts |
| ------- | --------------- | ----------- | ----- |
| 1       | Manuel Coronil  | Puch        | 30    |
| 2       | Mario Tello     | Puch        | 24    |
| 3       | Francisco López | Derbi       | 20    |